# Dimos Paxoi
Dimos Paxoi (Paxoi) är en kommun i Grekland.   Den ligger i prefekturen Nomós Kerkýras och regionen Joniska öarna, i den västra delen av landet, 300 km väster om huvudstaden Aten. Antalet invånare är 2 429. Dimos Paxoi ligger på ön Paxós.